# چاقان (شماخی)
چاقان (به لاتین: Çağan) یک منطقه مسکونی در جمهوری آذربایجان است که در شهرستان شماخی واقع شده است. چاقان ۳۳۱ نفر جمعیت دارد.